# Народный комиссариат внутренней и внешней торговли СССР
Народный комиссариат внешней и внутренней торговли СССР — центральный орган государственного отраслевого управления в СССР.
Образован 18 ноября 1925 года путём объединения Народного комиссариата внешней торговли СССР с Народным комиссариатом внутренней торговли СССР.
С 18 ноября 1925 года по 16 января 1926 года наркомом внешней и внутренней торговли СССР был Цюрупа, Александр Дмитриевич.
С 16 января 1926 года наркомом внешней и внутренней торговли СССР был Лев Каменев, 14 августа на этом посту его сменил Анастас Микоян.
Заместители наркома: Красин, Леонид Борисович (1925—1926) и Шейнман, Арон Львович (1925—1926).
22 ноября 1930 года наркомат внешней и внутренней торговли был реорганизован: из него был выделен Наркомат внешней торговли СССР и Наркомат снабжения СССР.